# Ананка Ярослава
Ярослава Ананка (біл. Яраслава Ананка; нар. 5 квітня 1987) — білоруська поетеса, перекладачка, літературознавиця.

## Біографія
Народилася в Україні. В 1989 році разом з батьками переїхала у Червень (Білорусь). В 2004—2006 роках навчалася на журфаці БДУ. Закінчила Літературний інститут у Москві в 2011. З 2012 року — докторантка Університету імені Гумбольдта в Берліні.

## Творчість
Пише білоруською та російською мовами. Друкувалася у журналах «Дієслів» (Мінськ), «Монолог» (Мінськ-Москва), «Урал» (Єкатеринбург), «День-Ніч» (Красноярск), а також в альманахах «Мінська школа» (Мінськ) і «Камчія» (Софія). Переможниця конкурсів «День Землі» (Мінськ, 2003), "Молодий літератор. До століття «Нашої Ниви» (Мінськ, 2006). Входила в лонг-лісти конкурсів «Літрентген» (Єкатеринбург, 2006), «Трамвай, що заблукав» (Санкт-Петербург, 2009). Перекладає з польської та німецької мов. Лауреат міжнародного конкурсу (2 місце) «Найкращий переклад Ч. Мілоша на російську мову» (2011) (разом з Генріхом Кіршбаумом).
Її вірші перекладено на болгарську та німецьку мови.
Як літературознавець займається дослідженням російської еміграції в Берліні (Владислав Ходасевич), проблемами сучасної білоруської поезії та російсько-польсько-білоруськими літературними та культурними зв'язками.

### Твори
- Вірші. Дзеяслоў (2005), № 5 (18). Мінськ. 179.
- Вірші. Дзеяслоў (2007), № 3 (28). Мінськ.
- Записки. День-Ніч (2006), № 11-12. Красноярськ. 204—205.
- Вірші. Урал (2006), №. 9. Єкатеринбург.
- Вірші. Монолог. Вільна творчість (Альманах, 2007), № 11. Мінськ. 132—137.
- Вірші. Мінська школа (Альманах поезії, 2009), № 1. Мінськ. 99-105.
- Вірші. Камчія (Літературний альманах, 2010), Софія. 25-28.

### Пераклади
- Петер Хухель. Година дев'ята. Пераклади: Ананка, Я., Кіршбаум, Г. Дзеяслоў (2012), № 1. Мінськ. 147—152

### Статті
- Ананка, Я. Кіршбаум, Г. Шепча. Про поезію Петера Хухеля. Дзеяслоў № 2 (56), 2012, 153—154.. Мінськ.
- Ананко, Я. Переписка Л. Ю. Брик і В. А. Соснори. Підготовка тексту і коментар. Звезда № 1 (2012), 158—180; № 2 (2012), 119—143; № 3 (2012), 127—160. Санкт-Петербург.
- Ананко, Я. Киршбаум, Г. Смерть Каддафі в російській блогосфері і за нею. Post-Soviet Post. Stanford University.